# El rei dels assassins
El rei dels assassins (títol original en anglès, King of Killers) és una pel·lícula d'acció i aventures canadenco-estatunidenca del 2023 escrita i dirigida per Kevin Grevioux i protagonitzada per Alain Moussi, Marie Avgeropoulos, Georges St-Pierre, Stephen Dorff i Frank Grillo. Està basada en la novel·la gràfica homònima de Grevioux. També representa el seu debut com a director de llargmetratges. S'ha doblat i subtitulat al català.
El febrer de 2022 es va anunciar que Grillo havia estat escollit per a la pel·lícula. El setembre de 2022 es va revelar que la pel·lícula estava en postproducció.
La pel·lícula es va estrenar als cinemes, en format digital i a la carta l'1 de setembre de 2023. Després es va publicar en DVD i Blu-ray el 31 d'octubre de 2023.